# Obbusen

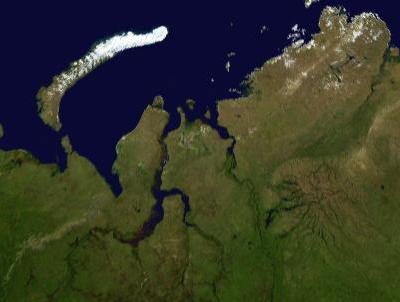
Satellitenbild des Obbusens

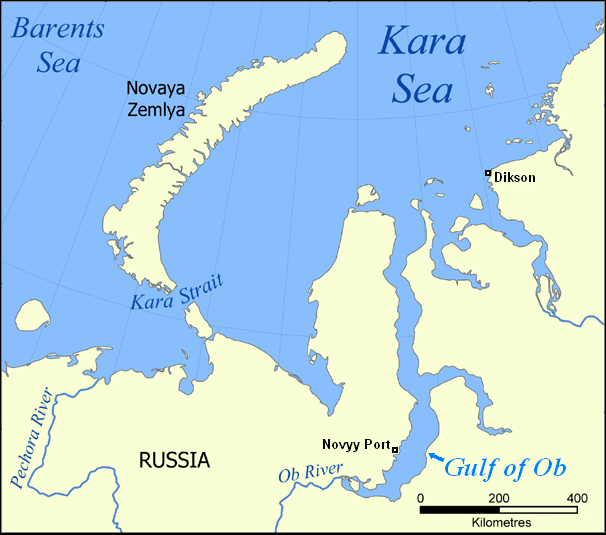
Karte mit Karasee und Obbusen

Der Obbusen (russisch Обская губа, Obskaja guba) ist der Ästuar des Ob in Nord-Sibirien (Russland, Asien).
Er liegt nordöstlich vom Nordende des Uralgebirges, nördlich des Westsibirischen Tieflands, östlich der Jamal- und westlich der Gydan-Halbinsel.
Der 750 km lange und 30 bis 70 km breite Obbusen beginnt direkt am Nördlichen Polarkreis und ist als Mündungstrichter bereits ein Meerbusen der Karasee, die wiederum ein Teil des Nordpolarmeeres ist. Ebenfalls in dieses Gewässer münden die Pur und die Tas, die durch den Tasbusen zufließen. 
Der Obbusen ist im geologischen Sinn jener Abschnitt des Flussbettes, welcher während des globalen Meeresspiegelanstiegs im Holozän durch das Meer überflutet wurde, wodurch die niedrigen Torfufer erodierten und der Meeresbusen sich verbreiterte. Trotz der Überflutung behielt er über den größten Teil seiner Länge ein typisches Fluss-Regime. Angetrieben von den Wassermassen des Ob weist er eine starke, nach Norden fließende Strömung auf. Die Geschwindigkeiten dieser Strömung erreichen im südlichen und mittleren Teil 0,3 bis 0,4 m/s. Aufgrund dessen wird der Obbusen oft als letzter Abschnitt des Flusses betrachtet und seine Länge dementsprechend der Gesamtlänge hinzugefügt. Nach dieser Rechnung erreichen Irtysch und Ob gemeinsam 6160 km Fließstrecke.
Das den Obbusen umgebende flachwellige Landschaftsbild wurde von eiszeitlichen Gletschern eingeebnet; es wird von der Tundra beherrscht. Einziger größerer Ort ist Nowy Port, der direkt am Obbusen liegt.